# Кели (дем Полигирос)
Вижте пояснителната страница за други значения на Кели.
Келѝ или Провѝта (на гръцки: Κελλί, катаревуса Κελλίον, Келион, до 1927 Προβίτα, Провита) е село в Егейска Македония, Гърция, част от дем Полигирос в административна област Централна Македония.

## География
Кели е разположено в южната на Халкидическия полуостров в западната част на планината Холомонда на 10 километра източно от Полигирос.

## История
Към 1900 година според статистиката на Васил Кънчов („Македония. Етнография и статистика“) в Правита живеят 10 жители гърци християни.
По данни на секретаря на Българската екзархия Димитър Мишев („La Macédoine et sa Population Chrétienne“) в 1905 година в Правита (Pravita) има 10 гърци.
В 1912 година, по време на Балканската война, в Правита влизат гръцки части и след Междусъюзническата война в 1913 година остава в Гърция. В 1927 година селото е прекръстено на Кели.